# Ałłach-Juń (miejscowość)
Ałłach-Juń – osiedle typu miejskiego w Rosji, w Jakucji. W 2010 roku liczyło 96 mieszkańców.